# クロハラヘビクビガメ
クロハラヘビクビガメ（黒腹蛇首亀、学名：Acanthochelys spixii）は、ヘビクビガメ科トゲヘビクビガメ属に分類されるカメ。

## 分布
アルゼンチン北西部、ウルグアイ、ブラジル南東部、（パラグアイに分布する可能性もあり）

## 形態
最大甲長17cmとトゲヘビクビガメ属最小種。背甲の色彩は黒や灰色。腹甲の色彩は黒一色で、和名の由来になっている。
頸部背面には棘状の突起が並ぶ。
幼体は腹甲、頭部や四肢の腹面に赤い斑紋が入る。成長に伴い斑紋は消失する。

## 生態
底質が泥で水生植物が繁茂する流れの緩やかな河川や池沼などに生息する。
食性は動物食で、昆虫類、甲殻類、貝類、魚類、両生類などを食べる。
繁殖形態は卵生。1回に4-7個の卵を産む。

## 人間との関係
開発による生息地の破壊などにより生息数は減少している。
ペットとして飼育されることもあり、日本にも輸入されている。以前は流通量が多かったが、生息地で野生個体の輸出が規制されたため近年は流通量が激減している。しかし属内では流通量は最も多い。アクアリウムやアクアテラリウムで飼育される。日光浴をしない個体が多いため、場合によっては陸場を撤去する。性質が臆病なため、ケージ内には隠れ家を設置し落ち着いた環境で飼育する。低温には強いものの、水温25度ほどに設定したほうがよい。飼育下での産卵例は少なくはないが、孵化率が悪いとされる。